# Te Wānanga o Aotearoa
Te Wānanga o Aotearoa, früher Waipā Kōkiri Arts Centre und danach Aotearoa Institute genannt, ist mit über 80 Standorten die zweitgrößte Bildungseinrichtung in Bezug auf tertiärer Bildung in Neuseeland und weltweit führend im Bereich der indigenen Bildung.

## Geschichte
Die Bildungseinrichtung Te Wānanga o Aotearoa wurde im Jahr 1984 gegründet. Doch der Grundstein für die Bildungseinrichtung wurde bereits im Jahr 1983 von Rongo Wetere, einem Mitglied des Verwaltungsrats des Te Awamutu College in Te Awamutu und dem Māori-Lehrer Iwi Kohuru (Boy) Mangu gelegt. Beide sahen, dass einige Māori-Schüler in dem allgemeinen Bildungssystem keine oder weniger Chancen hatten sich zu bilden. Sie wollten ein "Marae des Lernens" schaffen und Māori-Schüler, die vom College verwiesen wurden, eine Alternative zu bieten.
Mit den Studenten des College schufen sie auf dem Gelände des Te Awamutu College ein Wharenui (Gemeinschaftshaus), das am 26. April 1985 auch gegen Widerstände eröffnet wurde und die Anlage den Namen O-Tāwhao Marae erhielt. 1984 startete Rongo Wetere zwischenzeitlich ein Projekt zur Gründung des Waipā Kōkiri Arts Centre, das den am O-Tāwhao Marae-Projekt Beteiligten weitere Bildungsmöglichkeiten bieten und anderen, die über keine Qualifikation verfügten, mit einbeziehen sollte.
In den 1980er Jahren wurde die Teilnahme von Māori an der Hochschulausbildung über das Waipā Kōkiri Arts Centre gefördert und erste Standorte in anderen Gebieten, wie Te Kūiti, Hamilton und Manukau gegründet. 1989 änderte das Waipā Kōkiri Arts Centre seinen Namen in Aotearoa Institute und bekam kurz darauf die Zulassung als erste registrierte private Bildungseinrichtung gemäß des NZQA im Land. 1993 erhielt das Aotearoa Institute die Zulassung als Hochschule und wurde den Universitäten und Fachhochschulen des Landes gleichgestellt. 1994 änderte das Institute dann seinen Namen in die heutige Bezeichnung Te Wānanga o Aotearoa, um dieser Statusänderung Rechnung zu tragen.
In den frühen 2000er Jahren bekam das Te Wānanga o Aotearoa durch ein unvergleichliches Wachstum von 3.127 Studenten im Jahr 2000 auf 66.756 Studenten im Jahr 2004 Probleme mit seiner Organisation. Um hier Abhilfe zu schaffen, ernannte die neuseeländische Regierung im Jahr 2005 eine Gruppe von Crown-Managern, um die Organisation zu konsolidieren und Systeme und Prozesse einzuführen, die einer landesweiten Einrichtung dieser Größenordnung angemessen waren. Die Konsolidierung wurde im Jahr 2008 abgeschlossen.

## O-Tāwhao Marae
Das Wharenui (Gemeinschaftshaus) auf dem Grund des O-Tāwhao Marae besteht heute noch und dient den Schülern des Te Awamutu College sowie Gästen als Ort der Begegnung und haben dort die Möglichkeit das Tikanga der Māori (Brauch, Gewohnheiten, Konvention und Protokoll) kennenzulernen.